# Stefano Tuccio
Stefano Tuccio (Monforte San Giorgio, 1540 – Roma, 21 gennaio 1597) è stato un gesuita, teologo e drammaturgo italiano.
È noto soprattutto come autore di opere teatrali e per il suo contributo alla stesura della Ratio atque Institutio Studiorum Societatis Iesu, l'Ordinamento ufficiale degli studi nella Compagnia di Gesù.

## Biografia
Tuccio nacque a Monforte di Sicilia, oggi Monforte San Giorgio (Messina) nel 1540. Pur essendo dotato di una buona cultura classica trovò inizialmente difficoltà ad essere accolto nella Compagnia di Gesù soprattutto a causa del suo aspetto orribile, la brutta voce e i suoi modi rustici. Sulla base di tali caratteristiche i suoi biografi hanno ritenuto che i suoi genitori fossero poveri contadini. Entrò  nel Collegio Mamertino di Messina nell’ottobre 1517 grazie all’intervento del padre gesuita Ludovico Ungrìa che i medici e superiori avevano inviato a Monforte a recuperare la salute.
Dopo appena dieci mesi fu ritenuto pronto a svolgere il lavoro di insegnante e venne trasferito a Palermo dove rimase per tre anni. Quindi fu rimandato a Messina dove si fermò per nove anni consecutivi svolgendo i compiti di docente e predicatore. Qui divenne sacerdote nel 1566 e sviluppò l’attività  che lo rese maggiormente famoso, quella di drammaturgo. Scrisse e rappresentò tra il 1562 e il 1569 sei tragedie in lingua latina; tre di argomento biblico: Nabucodhonosor (Nabucodonosor), Opera scomparsa, Goliath (Golia), Juditha (Giuditta)  Christus Nascens (Il Natale), Christus Patiens (La Passione), Christus Judex (Cristo Giudice).
Dopo un ulteriore periodo trascorso a Palermo ottenne di recarsi a Roma dove negli anni 1573-1574 fu prefetto degli studi nel Seminario romano ma soprattutto completò i suoi studi teologici.
Intanto nel 1572, a Milano, il Palazzo di Brera era passato ai gesuiti che vi avevano aperto un collegio e l’Arcivescovo Carlo Borromeo aveva chiesto ai gesuiti di inviare come docente il teologo più prestigioso di allora, Roberto Bellarmino che si trovava a Lovanio nelle Fiandre. Inizialmente il Preposito generale dei Gesuiti Everardo Marcuriano aveva deciso di accontentarlo. Ma successivamente decise di utilizzare Bellarmino per altro compito e inviò in sua vece Stefano Tuccio qualificandolo come uno “dei maggiori soggetti della Compagnia, in virtù e in dottrina, quasi in ogni sorte di lettere”. Ma Tuccio in realtà non fu assegnato al collegio milanese bensì al prestigioso collegio di Padova che apparteneva anch’esso alla Provincia Lombarda. Qui Tuccio insegnò Teologia scolastica negli anni 1575-1577. Ma a Padova Tuccio non si trovò per niente bene per cui il Generale lo trasferì prima a Loreto per insegnare Teologia morale (1577-1579) e poi al Collegio romano dove dal 1579 al 1582 insegnò Teologia scolastica. Nel 1583 il nuovo Preposito generale padre Claudio Acquaviva lo incaricò di coordinare i lavori per la redazione della Ratio atque Institutio Studiorum Societatis Iesu. Alla pubblicazione della prima edizione del lavoro (21 aprile 1586) fece seguito la revisione del testo e che portò alla Ratio del 1591 a cui Tuccio contribuì in modo veramente notevole.Il testo venne quindi inviato alle province perché fosse applicato In quel periodo Tuccio svolse anche i compiti di Rettore della Penitenzeria (1591-1593), Esperto di Casi di Coscienza nonché Oratore papale. Nel 1592 si manifestarono i primi sintomi del male che lo portò alla morte, una forma tumorale a collo. Morì a Roma il 21 gennaio 1597 con fama di santità.

## Tuccio drammaturgo
Stefano Tuccio ha composto cinque opere teatrali:
- Nabucodhonosor
- Goliath
- Juditha
- Christus Nascens
- Christus Patiens
- Christus Judex

## Tuccio oratore
Padre Tuccio pronunciò a Roma tre orazioni: la prima nel 1579 quando papa Gregorio XIII, si recò al Collegio Romano, la seconda quando lo stesso Pontefice il 28 ottobre 1584 andò a benedire il nuovo edificio del Collegio Romano e l’ultima nella Basilica di San Pietro il 17 aprile 1585 in occasione della morte del papa. Tuccio pronunciò altri due discorsi, uno sulla Passione di Cristo il Venerdì santo del 1583 alla presenza di Gregorio XIII e l’altro sul medesimo argomento nel 1586 alla presenza di Sisto V.

## Scritti storici, biblici, teologici
Padre Tuccio è autore di numerosi scritti storici, biblici e teologici. Ne riportiamo alcuni :
- Cronologia sive Annales omnium regnorum a prima hominum memoria ad Neronis usque principatum.
- Disputatio de Praedestinatione.
- Disputationes adversus nostri temporis atheistas.
- De Matrimonio infidelium.
- Disputationes variae de theologicis philosophicisque rebus quae incontroversia versantur.
- De Trinitate.
- De Incarnatione Verbi Dei.
- Declaratio tabulae de divisione scientiarum.